# Мусякодзи, Кинтомо
Кинтомо Мусякодзи (яп. 武者小路 公共, 29 августа, 1882, Токио — 21 апреля 1962, Япония) — японский дипломат, виконт (сисяку), государственный и общественный деятель.

## Биография
Родился в многодетной аристократической японской семье Мусякодзи. Его отец виконт (сисяку) Санэё Мусякодзи умер, когда мальчику было 5 лет, и он был воспитан в значительной степени матерью. Брат — писатель Санэацу Мусякодзи.
Окончил юридический факультет Токийского императорского университета.
С 10 октября по 4 октября 1930 года входил в состав японской делегации на одиннадцатой сессии ассамблеи Лиги Наций, проходившей в Женеве.
С 1929 по 1930 год был чрезвычайным и полномочным послом Японии в Швеции, представляя одновременно интересы своей страны и в Финляндии. В этом качестве 12 апреля 1930 года подписал от имени правительства Японии Конвенцию о некоторых вопросах, касающихся законов о гражданстве.
С 28 декабря 1934 по 12 декабря 1937 года был в должности посла Японии в Германии и в этом качестве от имени правительства Японии 25 ноября 1936 года в Берлине подписал Антикоминтерновский пакт.
После окончания Второй мировой войны, оккупационными властями был освобождён от государственных должностей.
С 1952 по 1955 год был председателем Японско-германского общества.
Скончался 21 апреля 1962 года.

## Награды
- Орден Полярной звезды командор Большого креста (1933)
- Орден Восходящего солнца 1 класса